# لیندی-فی هلا
لیندی-فی هلا (به انگلیسی: Lindy-Fay Hella) (زاده ۲۵ آوریل ۱۹۷۵) خواننده نروژی است.